# Plailly
Plailly – miejscowość i gmina we Francji, w regionie Hauts-de-France, w departamencie Oise.
Według danych na rok 1990 gminę zamieszkiwało 1636 osób, a gęstość zaludnienia wynosiła 101 osób/km² (wśród 2293 gmin Pikardii Plailly plasuje się na 164. miejscu pod względem liczby ludności, natomiast pod względem powierzchni na miejscu 165.).